# Xanthocampoplex
Xanthocampoplex är ett släkte av steklar. Xanthocampoplex ingår i familjen brokparasitsteklar.
Kladogram enligt Catalogue of Life:
| Xanthocampoplex | \| \| Xanthocampoplex bellus \| \| \| \| \| \| Xanthocampoplex caloptiliae \| \| \| \| \| \| Xanthocampoplex chinensis \| \| \| \| \| \| Xanthocampoplex hunanensis \| \| \| \| \| \| Xanthocampoplex kumatai \| \| \| \| \| \| Xanthocampoplex luteus \| \| \| \| \| \| Xanthocampoplex maccus \| \| \| \| \| \| Xanthocampoplex nigromaculatus \| \| \| \| \| \| Xanthocampoplex oneili \| \| \| \| \| \| Xanthocampoplex orbitalis \| \| \| \| \| \| Xanthocampoplex politus \| \| \| \| \| \| Xanthocampoplex similis \| \| \| \| \| \| Xanthocampoplex spulerinae \| \| \| \| \| \| Xanthocampoplex taiwanensis \| \| \| \| \| \| Xanthocampoplex townesi \| \| \| \| \| \| Xanthocampoplex wynaadensis \| \| \| \| |
|                 | \| \| Xanthocampoplex bellus \| \| \| \| \| \| Xanthocampoplex caloptiliae \| \| \| \| \| \| Xanthocampoplex chinensis \| \| \| \| \| \| Xanthocampoplex hunanensis \| \| \| \| \| \| Xanthocampoplex kumatai \| \| \| \| \| \| Xanthocampoplex luteus \| \| \| \| \| \| Xanthocampoplex maccus \| \| \| \| \| \| Xanthocampoplex nigromaculatus \| \| \| \| \| \| Xanthocampoplex oneili \| \| \| \| \| \| Xanthocampoplex orbitalis \| \| \| \| \| \| Xanthocampoplex politus \| \| \| \| \| \| Xanthocampoplex similis \| \| \| \| \| \| Xanthocampoplex spulerinae \| \| \| \| \| \| Xanthocampoplex taiwanensis \| \| \| \| \| \| Xanthocampoplex townesi \| \| \| \| \| \| Xanthocampoplex wynaadensis \| \| \| \| |
|                 | Xanthocampoplex bellus |
|                 | |
|                 | Xanthocampoplex caloptiliae |
|                 | |
|                 | Xanthocampoplex chinensis |
|                 | |
|                 | Xanthocampoplex hunanensis |
|                 | |
|                 | Xanthocampoplex kumatai |
|                 | |
|                 | Xanthocampoplex luteus |
|                 | |
|                 | Xanthocampoplex maccus |
|                 | |
|                 | Xanthocampoplex nigromaculatus |
|                 | |
|                 | Xanthocampoplex oneili |
|                 | |
|                 | Xanthocampoplex orbitalis |
|                 | |
|                 | Xanthocampoplex politus |
|                 | |
|                 | Xanthocampoplex similis |
|                 | |
|                 | Xanthocampoplex spulerinae |
|                 | |
|                 | Xanthocampoplex taiwanensis |
|                 | |
|                 | Xanthocampoplex townesi |
|                 | |
|                 | Xanthocampoplex wynaadensis |
|                 | |